# Expeditie Robinson: Strijd der Titanen
Expeditie Robinson: Strijd der Titanen is een speciaal tussenseizoen van Expeditie Robinson waarin 17 deelnemers uit eerdere seizoenen tegen elkaar strijden.

## Synopsis
In deze special streden deelnemers van de vorige seizoenen en werd gebruikgemaakt van de populairste proeven uit de vorige seizoenen. Van elk kamp werd één iemand gekozen die het best over hun teamgenoten kon oordelen (in dit geval Frank en Melvin). Die zaten al in de samensmelting en moesten op hun beurt op een nieuw eiland vijf andere kandidaten kiezen die naar dat samensmeltingseiland mochten gaan (Richard, Jennifer, Karin, Pieter en Mick). De vijf die niet waren gekozen moesten een proef doen, en degenen die door gingen (Fleur, Veronique, Lydia en Ryan) moesten in het geheim verblijven op Miniloc: een kale rots. Via proeven viel steeds iemand af tot Ryan alleen over bleef. Die mocht weer meedoen aan de Expeditie net voor de finaleronde. De laatste eilandraad was weer op het eiland, waar tevens de laatste proef eindigde. Vier afgevallen kandidaten (van na de samensmelting) en twee afgevallen finalisten kozen uit de twee finalisten (Ryan en Jennifer) de winnaar. Opmerkelijk was dat de twee afgevallen finalisten (Frank en Richard) eerdere edities van Expeditie Robinson hadden gewonnen, in tegenstelling tot de finalisten Jennifer en Ryan. Ryan (Nederland), wint van Jennifer (Nederland) met 4-2.

## Kandidaten
| Deelnemer           | Editie | Woonplaats   | Beroep                        | Plaats                  |
| ------------------- | ------ | ------------ | ----------------------------- | ----------------------- |
| Ryan van Esch       | ER4    | Curaçao      | ondernemer, fotomodel         | Ultieme Robinson        |
| Jennifer Smit       | ER2    | Waalre       | docent lichamelijke opvoeding | finalist, tweede        |
| Frank De Meulder    | ER5    | Schilde      | dakdekker                     | afgevallen, derde       |
| Richard Mackowiak   | ER2    | Bilzen       | gepensioneerd mijnwerker      | afgevallen, vierde      |
| Karin Lindenhovius  | ER1    | Doetinchem   | ondernemer                    | weggestemd, vijfde      |
| Mick van Poelvoorde | ER5    | Schepdaal    | restauranteigenaar            | weggestemd, zesde       |
| Lydia Guiso         | ER3    | Hasselt      | student toerisme              | afgevallen, zevende     |
| Veronique De Pryker | ER1    | Sint-Niklaas | accountant                    | afgevallen, achtste     |
| Pieter d'Hane       | ER2    | Rotterdam    | ondernemer                    | weggestemd, negende     |
| Fleur Roozenburg    | ER6    | Den Haag     | bedrijfsleider                | afgevallen, tiende      |
| Melvin Pigot        | ER1    | Paramaribo   | consultant                    | weggestemd, elfde       |
| Maxime Verbist      | ER6    | Barcelona    | kok                           | afgevallen, twaalfde    |
| Douwe Popma         | ER6    | Leeuwarden   | schipper                      | weggestemd, dertiende   |
| Jakobien Huisman    | ER3    | Antwerpen    | journalist                    | weggestemd, veertiende  |
| Ilona van der Laan  | ER4    | Amsterdam    | polyvalent medewerker         | weggestemd, vijftiende  |
| Ernestine Schweig   | ER5    | Amsterdam    | purser                        | weggestemd, zestiende   |
| Björn Lemeire       | ER4    | Gistel       | tuinman                       | afgevallen, zeventiende |